# ویل ریزورتس
ویل ریزورتس (انگلیسی: Vail Resorts) شرکت املاک آمریکایی است، که در سال ۱۹۹۷ تأسیس شد.